# 派恩波因特鎮區 (明尼蘇達州貝克縣)
派恩波因特鎮區（英語：Pine Point Township）是位於美國明尼蘇達州貝克縣的一個行政鎮區。

## 地方資料
派恩波因特鎮區的面積為92.80平方千米，當中陸地面積為89.20平方千米，而水域面積為3.60平方千米。根據2020年美國人口普查的數據，當地共有人口329人，而人口密度為每平方千米3.55人。